# Haléřova tvrz
Haléřova tvrz stávala nad Lužickou Nisou v Machníně, místní části Liberce.

## Historie
O historii tvrze nemáme žádné písemné zprávy. Na základě archeologického výzkumu se zjistilo, že vznikla ve 14. století a zanikla v 16. století. Důvodem vzniku byla pravděpodobně nutnost vybudovat sídlo pro správu Machnína, který střídavě patřil do grabštejnského a frýdlantského panství.

## Podoba
Tvrz stála na ostrohu a ze západní a jižní strany ji chránily dvojice příkopů. Na západní straně se dochoval vnější val. Druhý val zůstal zachován celý a ohraničuje lokalitu v původním rozsahu. Na zbylých místech byla tvrz chráněna vodním opevnění, na východní straně se jednalo o dnes zaniklý rybník, jehož hráze jsou dnes stále viditelné, na severní straně pak Lužická Nisa a přítok od rybníka. Po zástavbě se zachovaly stopy v severní části.